# Sojuz 31
Salut 6 EP-4 (kod wywoławczy «Ястреб» - Jastrząb) – szósty udany załogowy lot kosmiczny na stację Salut 6. Załoga powróciła na Ziemię na pokładzie statku Sojuz 29. Bykowski i Jähn stanowili czwartą załogę odwiedzającą stację z krótkotrwałą misją orbitalną.

## Załoga

### Start
- Walerij Bykowski (3) – ZSRR
- Sigmund Jähn (1) – NRD

### Rezerwowa
- Wiktor Gorbatko (3) – ZSRR
- Eberhard Köllner (1) – NRD

### Lądowanie
- Władimir Kowalonok (2) – ZSRR
- Aleksandr Iwanczenkow (1) – ZSRR

Załoga Sojuza 29

## Przebieg misji
Była to trzecia misja realizowana w ramach programu Interkosmos. Kosmonauta Jähn został pierwszym Niemcem i pierwszym obywatelem NRD w kosmosie. Dzień po starcie, 27 sierpnia 1978, statek przyłączył się do rufowego portu stacji kosmicznej Salut 6, na której przebywała druga stała załoga – Władimir Kowalonok oraz Aleksandr Iwanczenkow. Podczas wspólnych prac obie załogi realizowały program badawczy przygotowany przez naukowców z NRD i ZSRR.
3 września 1978 załoga powróciła na pokładzie zacumowanej do stacji kapsuły Sojuz 29. 7 września 1978 Sojuz 31 odcumował od portu rufowego stacji, zwalniając ten port cumowniczy dla statków Progress i przycumował do przedniego portu. Standardową procedurą stało się cumowanie kapsuły załogowej do przedniego portu stacji i pozostawianie nieobsadzonego portu rufowego na potrzeby statków zaopatrzeniowych.

## Ciekawostki
Sigmund Jähn zabrał na pokład Sojuza 31 miniaturowe wydanie tragedii Goethego „Faust” z 1975 r. Egzemplarz tej trzytomowej edycji, podpisany przez kosmonautów, przechowywany jest obecnie w zbiorach Klassik Stiftung Weimar.
Drugim Niemcem i pierwszym obywatelem RFN w kosmosie był Ulf Merbold – w 1983 członek załogi amerykańskiego wahadłowca STS-9.